# Stazione di Cadro
La stazione di Cadro era una fermata ferroviaria posta sulla linea Lugano-Cadro-Dino. Serviva il centro abitato di Cadro, oggi frazione del comune di Lugano.